# Галькун Тетяна Дмитрівна
Тетяна Дмитрівна Гальку́н (26 січня 1947, Ропотуха — 28 лютого 2024) — українська художниця і педагог; член Спілки радянських художників України з 1980 року. Заслужений художник України з 1994 року; народний художник України з 2004 року. Дружина журналіста Анатолія Якубюка.

## Біографія
Народилася 26 січня 1947 року в селі Ропотуха (нині Уманський район Черкаської області, Україна). Упродовж 1961—1966 років навчалася в Республіканській середній художній школі імені Тараса Шевченка у Києві; у 1966—1972 роках — у Київському художньому інституті, де її викладачами були зокрема Тетяна Голембієвська, Володимир Костецький, Віктор Шаталін.
Протягом 1972—1993 років працювала на Волинському художньо-виробничому комбінаті; з 1993 року — старший викладач, з 1999 року — доцент, з 2004 року — професор кафедри образотворчого мистецтва Волинського національного університету імені Лесі Українки у Луцьку. Заснувала в Луцьку власну школу живопису. Жила у Луцьку, в будинку на вулиці Лесі Українки, № 42, квартира № 3.
Померла 28 лютого 2024 року.

## Творчість
Працювала в галузі станкового живопису, створювала пейзажі, натюрморти, портрети. Серед робіт:
- «Квіти на вікні» (1969);
- «У рідній хаті» (1973);
- «Під мирним небом» (1979);
- «Радісна пора» (1979);
- «Дзвіночки» (1980);
- «Серпневі дні» (1982);
- «Подих весни» (1982);
- «Дівчата колгоспних ланів» (1984);
- «Трави мирних ланів» (1984);
- «Підпаски» (1985);
- «Після Чорнобиля» (1991);
- «Спогади про дитинство» (1996);
- «Калина» (1999);

портрети
- «Анатолій Якубюк» (1995);
- «Актриса Ю. Максименко» (1996);
- «А. Ощепков» (1996);
- «Фундаторка Києво-Могилянської академії Галшка Гулевич» (1997);

інше
- цикл тематичних картин і пейзажів «Стежинками Лесі Українки» (1989—1993);
- серія натюрмортів «Щезаюче Полісся» (1988—2005).

У 2004—2007 роках 10 картин намалювала в Тернопільській області, коли відтворювала мандрівку Тараса Шевченка Волинню, зокрема в пейзажах зобразила історичні пам'ятки міст Почаєва, Кременця та інших населених пунктів.
Брала участь в обласних, республіканських, зарубіжних художніх виставках з 1972 року, зокрема:
- республіканська художня виставка «Квітуча Україна» (1972, Київ);
- виставка «На варті Батьківщини» (1973);
- «Виставка творів художників західних областей України» (1980, Москва);
- Всеукраїнська трієнале живопису (1998, Київ).

Персональні виставки відбулися у Луцьку у 1977, 1985, 1996—1998, 2002, 2004 роках, Бересті у 1987 році, Володимирі-Волинському у 1989 році, у польських містах Холмі у 1979, 1987, 1990, 1992 роках, Замості у 1987 році, Любліні у 2005 році.
Окремі роботи художниці зберігаються у Штаб-квартирі ЮНЕСКО; у Любліні засновано галерею її творів.
Авторка:
- методичних посібників «Основи живопису» та «Основи кольорознавства» (обидва — 1999);
- навчального посібника для вишів «Натюрморт»;
- монографії «Натюрморт: Історія, теорія і практика» (2005, у співавторстві з Анатолієм Якубюком);
- альбому-каталогу творів живопису «На рідній землі».